# Essigsäurebenzylester
Essigsäurebenzylester ist eine chemische Verbindung aus der Gruppe der Carbonsäureester. Der Ester leitet sich von Essigsäure und Benzylalkohol ab.

## Vorkommen

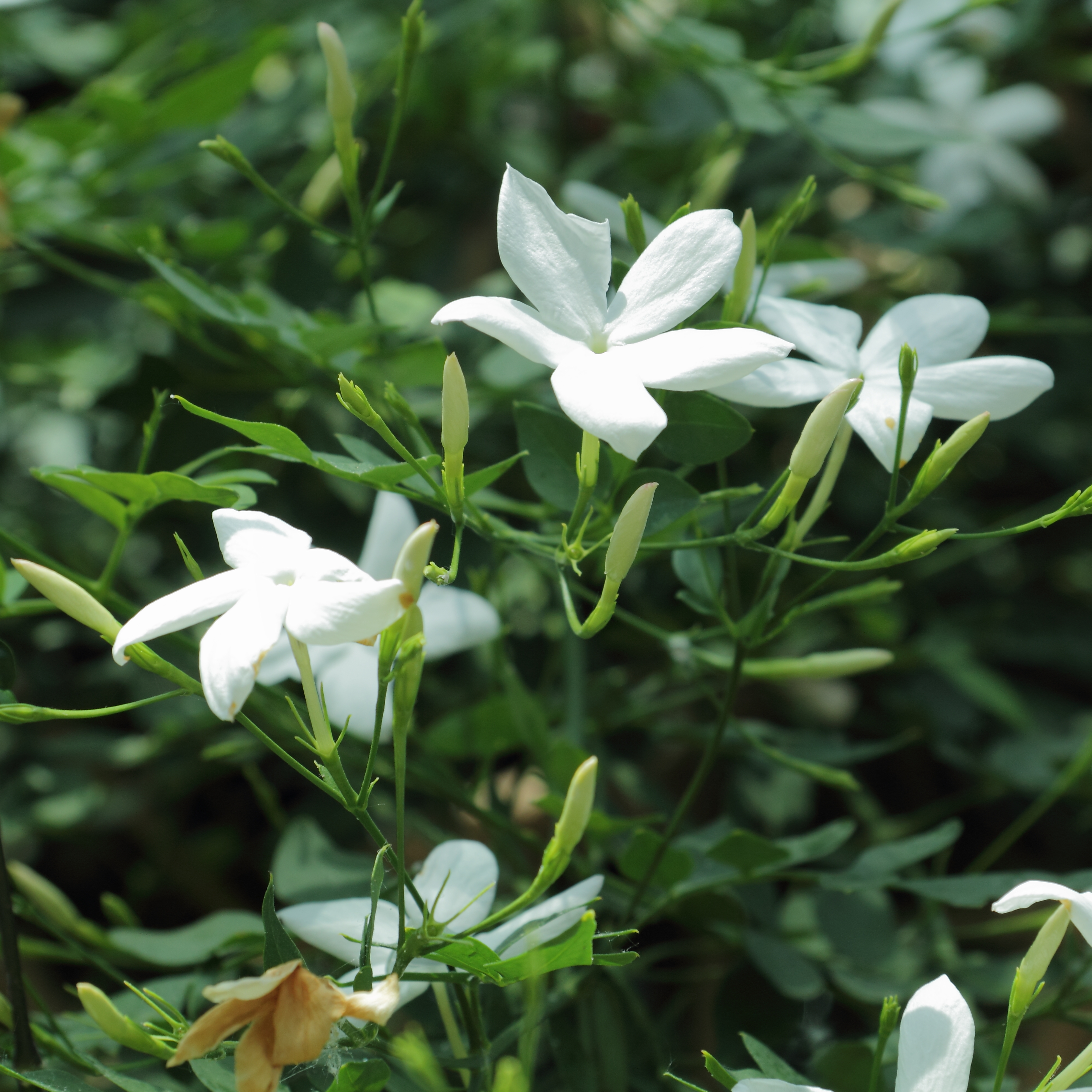
Benzylacetat ist eine wichtige flüchtige Verbindung des Echten Jasmins

Benzylacetat kommt unter anderem in Früchten vor, beispielsweise in Zucker- und Cantaloupe-Melonen, Garten- und Walderdbeeren, Passionsfrucht, Pfirsich und Eugenia pyriformis (Gattung Kirschmyrten). Außerdem kommt es in diversen Blüten und Blütenölen vor, beispielsweise Apfelblüten, Seerosen, Ylang-Ylang und mehrere Arten der Gattung Jasmin (Echter Jasmin über 20 %; Arabischer Jasmin und Jasminum grandiflorum) vor. Auch in Wein wurde Benzylacetat nachgewiesen. Es kommt in den Duftstoffen diverser Orchideen vor, zum Beispiel zu über 50 % der flüchtigen Verbindungen in verschiedenen Arten der Gattung Stanhopea. Auch in der Gattung Cycnoches ist es eine wichtige Komponente, während es in geringerer Menge in Arten der Gattung Catasetum vorkommt. Es ist außerdem in Spathiphyllum canaefolium (Gattung Spathiphyllum), sowie in einigen Pilzen (z. B. Zucht-Champignons) enthalten.
Bestimmte Pilze befallen Kreuzblütler und bilden dann ein blütenähnliches Gebilde, das durch flüchtige Verbindungen Insekten anlockt, die bei der Verbreitung des Pilzes helfen. Zu den Verbindungen, die bei einem Befall mit Puccinia consimilus nachgewiesen wurden, gehört auch Benzylacetat. Buchdrucker (Ips typographus) werden durch flüchtige Verbindungen zu Holz-Nahrungsquellen gelockt, die von symbiotischen Pilzen bewohnt sind. Auch zu diesen flüchtigen Verbindungen gehört Benzylacetat.

## Gewinnung und Darstellung
Essigsäurebenzylester kann durch Reaktion von Benzylalkohol mit Essigsäure und Natriumacetat oder Benzylchlorid mit Alkaliacetaten gewonnen werden.

## Eigenschaften
Die Verbindung riecht nach Jasmin und wirkt abschreckend auf Wespen.

## Verwendung
Benzylacetat wird als Duftstoff beispielsweise in Parfum, anderen Kosmetika und Reinigungsmitteln verwendet. Der weltweite Jahresbedarf ist etwa 10.000 Tonnen. Es wird auch als Aromastoff verwendet und ist in der EU unter der FL-Nummer 09.014 für Lebensmittel allgemein zugelassen.

## Sicherheitshinweise
Orale LD50 bei Kaninchen, Ratten und Mäusen in mehreren Studien lagen zwischen 2 und 4 g/kg, die Verbindung ist also wenig giftig. Der dermale LD50 bei Kaninchen betrug über 5 g/kg. In verschiedenen Studien an Menschen und Tieren wurden nur in seltenen Fällen Hautreizungen festgestellt, Benzylacetat kann aber Augenreizungen verursachen. Die Verbindung kann über die Haut aufgenommen werden. Im Körper erfolgt eine schnelle Hydrolyse zu Benzylalkohol, dann Oxidation zu Benzoesäure. Ein Großteil der aufgenommenen Menge wird als Hippursäure über den Urin ausgeschieden. In Studien zur chronischen Toxizität an Ratten wurden bei höheren Dosen negative gesundheitliche Effekte (beispielsweise Gewichtsverlust) festgestellt. Bei chronischer Gabe von über 900 mg/kg täglich über 13 Wochen kam es auch zu Todesfällen unter den Versuchstieren. In höheren Dosen (1 g/kg und Tag) wirkte die Verbindung bei Ratten teratogen und führte zu Knochenmissbildungen, zum Beispiel an Rippen und Wirbeln. Die Dämpfe von Essigsäurebenzylester können mit Luft ein explosionsfähiges Gemisch (Flammpunkt 102 °C, Zündtemperatur 460 °C) bilden.